# Хоркувка (гміна)
Гміна Хоркувка (пол. Gmina Chorkówka) — сільська гміна у східній Польщі. Належить до Кросненського повіту Підкарпатського воєводства.
Станом на 31 грудня 2011 у гміні проживало 13513 осіб.

## Територія
Згідно з даними за 2007 рік площа гміни становила 77.62 км², у тому числі:
- орні землі: 72.00%
- ліси: 18.00%

Таким чином, площа гміни становить 8.40% площі повіту.

## Населення
Станом на 31 грудня 2011:
| Опис     | Загалом | Загалом | Чоловіки | Чоловіки | Жінки | Жінки |
| -------- | ------- | ------- | -------- | -------- | ----- | ----- |
| одиниця  | осіб    | %       | осіб     | %        | осіб  | %     |
| все      | 13513   | 100     | 6604     | 48.87    | 6909  | 51.13 |
| міське   | 0       | 100     | 0        |          | 0     |       |
| сільське | 13513   | 100     | 6604     | 48.87    | 6909  | 51.13 |

## Населені пункти
- Бубрка
- Драганова
- Жегльце
- Зренчін
- Кобиляни
- Копитова
- Лешнювка
- Махнувка
- Порай
- Сулістрова
- Щепаньцова
- Швєрзова Польська
- Фалішувка
- Хоркувка

## Сусідні гміни
Гміна Хоркувка межує з такими гмінами: Дукля, Єдліче, Мейсце-П'ястове, Новий Жміґруд, Тарновець.